# Tortella dakinii
Tortella dakinii là một loài rêu trong họ Pottiaceae. Loài này được J. H. Willis mô tả khoa học đầu tiên năm 1955.